# Actaea
- Commons
- Wikispecies

Actaea é um gênero botânico da família Ranunculaceae

## Espécies
| - Actaea alba - Actaea asiatica - Actaea erythrocarpa | - Actaea pachypoda - Actaea rubra - Actaea spicata |

- Lista completa

## Classificação do gênero
| Sistema | Classificação                      | Referência               |
| ------- | ---------------------------------- | ------------------------ |
| Linné   | Classe Polyandria, ordem Monogynia | Species plantarum (1753) |